# LiteraruS
«LiteraruS-Литературное слово» — финляндский историко-культурный и литературный журнал. Издаётся с марта 2003 года в Хельсинки. Издатель и главный редактор – писатель Людмила Коль. Основная задача издания – интеграция русскоязычного населения в культуру Финляндии, и шире – в общеевропейский контекст. В журнале печатаются авторы Финляндии и Русского зарубежья, а также российские авторы, которые пишут на общие финско-российские темы. Периодичность издания – четыре раза в год: весенний, летний, осенний и зимний выпуски.

## История
«LiteraruS-Литературное слово» – единственный в Русском зарубежье журнал, который существует не только на русском, но и на иностранных языках: в 2008–2019 гг. журнал выходил на финском языке; в 2009–2011 гг. – на шведском языке; в 2012–2016 гг. – на французском языке. Номера на разных языках не повторяли друг друга, каждый выпуск был обращен к своему читателю. Помимо оргигинальных текстов на иностранных языках, печатались переводы текстов русскоязычных авторов.
За минувшие годы в рубрике «Страница переводчика» регулярно печатались переводы поэзии и прозы финских авторов, среди которых: Леена Лехтолайнен, Матти Курикка, Антти Туури, Лемпи Яаскеляйнен, Даниэль Кац, Эрно Паасилинна, Антти Хюрю, Туомас Кюрё, Кирси Куннас, Теодолинда Ханссон, Сиркка Туркка, Ээва-Лийса Маннинен, Эдит Сёдергран, Мария Йотуни, Юхани Ахо, Пентти Хаанпяя, Мари Линдер и другие. Все переводы были выполнены высокопрофессиональными переводчиками.
У журнала сложилась многолетняя традиция – ежегодно в марте проводить международный семинар или конференцию по той или иной теме.
Следует особо отметить
- конференцию «Литература как историография», состоявшуюся в марте 2008 года;
- конференцию «Современная массовая культура, литература и СМИ: глобальное и локальное» в марте 2009 года;
- семинар «Михайло Васильевич Ломоносов: НАУКА, АКАДЕМИЯ, СИМВОЛ» 2012 г.;
- конференцию «Собственный голос в культурной полифонии» 2013 г.;
- семинар «Россия и Европа: диалог культур» 2014 г.;
- научно-практический семинар «Принять «иного»: LiteraruS в пространстве европейской культуры» 2016 г.;
- международную научно-практическую конференцию «Память Миграции – Миграция Памяти» 2017 г.;
- семинар «О детях и для детей. Детская литература как путь интеграции» 2019 г..

Доклады семинаров и конференций публиковались в рубрике «СЕМИНАР».
Подписку на LiteraruS всегда осуществляли не только библиотеки Финляндии и России, но также библиотеки Франции: Сорбонна и BNUS, Германии, Швеции, университетские библиотеки США и другие.

## Основные рубрики
- Наша история вчера и сегодня
- Стихи
- Современный сюжет (проза)
- Знаете ли вы Хельсинки
- Страница переводчика
- Интервью (художники, писатели, деятели культуры)
- Дискуссия
- Почта журнала (письма читателей)
- Путешествия
- Воспоминания
- Литературный архив
- Рецензии
- Новости культуры
- Цветные страницы (искусство, фотография)

## Современное состояние
В журнале печатаются авторы из многих стран мира: Финляндии и России, Германии, Швеции, Норвегии, Дании, Германии, Чехии, Греции, Израиля, США. И не только носители русского языка. Он является также хорошей площадкой для творческой молодежи, которая начинает свой путь в литературе.
Журнал объединяет людей, для которых родным является русский язык, так и людей, для которых русский язык является вторичным, а иногда они его совсем не знают; проводит культурные мероприятия: семинары, конференции, дискуссии, тематические конкурсы, презентации книг, встречи с авторами, творческие вечера.
Журнал включен в каталог научной электронной библимотеки eLIBRARY.RU.
Со второй половины 2022 года журнал выходит только в онлайн версии.

## Интересные факты
В газете «Новости Турку» (Turun Sanomat) от 07.04.2012 в статье известного журналиста и критика Йоуко Грёнхольма первый абзац был посвящен журналу «LiteraruS: «Выходящий с 2003 года в Финляндии на русском языке литературный журнал LiteraruS из года в год преподносит своим читателям немало сюрпризов. Правда, для многих, видимо, главный сюрприз – это сам факт существования в Финляндии и по полиграфическому оформлению, и по содержанию высококачественного литературного журнала на русском языке».
В 2013 году Международной федерацией русскоязычных писателей (МФРП) журнал «LiteraruS-Литературное слово» (к десятилетию со дня основания) награжден орденом «Культурное наследие» «за верность традициям, высокий профессионализм, вдохновенный труд, яркие произведения, весомый вклад в русскую словесность».
Издание журнала много лет поддерживалось Министерством образования и культуры Финляндии. Он сотрудничал с Хельсинкским университетом и Университетом г. Тампере, Мэрией г. Хельсинки, был  связан с Университетом г. Монс (Бельгия), Сорбонной, факультетом журналистики МГУ им. М.В. Ломоносова.

## Издательство
Небольшими тиражами LiteraruS издавал книги в качестве приложения к журналу.
В серии «Литература и история» вышли книги:
- Тимо Вихавайнен. Заметки о Рунеберге (2008);
- Вера Терёхина. Вокруг Куоккалы (2009);
- Сост. Людмила Коль. Воспоминание о Гельсингфорсе (2011).

Для тех, кто изучает русский язык на курсах и хочет повысить свои знания, были изданы два пособия: Встреча (2005) и Встреча-2(2012).
Многие рассказы авторов журнала были переведены на финский язык.
Они составили три сборника:
- Missä hongat humisevat (Где шумят сосны, 2006),
- HUHUPUHEITA (Земля слухом, 2013),
- Kärpänen mustepullossa (Муха в чернильнце, 2020).

Кроме этого были подготовлены книги авторов журнала для российских издательств:
- Полина Копылова, Татьяна Перцева, Анна Анохина. «Структура сна» (Изд. Алетейя, СПб: 2008),
- Игорь Воловик. «Прогулки с Запада на Восток » (Изд. Вест-Консалтинг, Москва: 2013),
- Игорь Воловик. «С ВОСТОКА на ЗАПАД без подзаголовка»  (Изд. Вест-Консалтинг, Москва: 2022).